# Leiosella
Leiosella is een geslacht van sponsdieren uit de klasse van de Demospongiae (gewone sponzen).

## Soorten
- Leiosella arbuscula (Lendenfeld, 1889)
- Leiosella caliculata Lendenfeld, 1889
- Leiosella elegans Lendenfeld, 1889
- Leiosella flabellum Lendenfeld, 1889
- Leiosella idia (de Laubenfels, 1932)
- Leiosella levis (Lendenfeld, 1886)
- Leiosella ramosa Bergquist, 1995
- Leiosella silicata (Lendenfeld, 1886)